# Biloricenskîi
Biloricenskîi (în ucraineană Білоріченський) este o așezare de tip urban din raionul Lutuhîne, regiunea Luhansk, Ucraina. În afara localității principale, nu cuprinde și alte sate.

## Demografie
Componența lingvistică a așezării de tip urban Biloricenskîi
     Rusă (74,73%)
     Ucraineană (24,81%)
     Alte limbi (0,31%)
Conform recensământului din 2001, majoritatea populației așezării de tip urban Biloricenskîi era vorbitoare de rusă (74,73%), existând în minoritate și vorbitori de ucraineană (24,81%).